# Caixa Geral de Depósitos
La Caixa Geral de Depósitos, S.A. (CGD), també coneguda com Caixa, és la major institució financera de Portugal i el major banc del país, propietat del Govern de la República Portuguesa. Operant com a banc universal, la CGD opera al sector de la banca comercial i minorista de Portugal, així com en serveis financers especialitzats, banca d'inversió i assegurances. Internacionalment, el Grup està enfocat en el creixement de la seva posició, particularment a la Xina, al Brasil i a l'Àfrica. El primer semestre de 2022, va tenir 486 milions d'euros de beneficis.